# Natation aux Jeux des îles de l'océan Indien 1998
 (décembre 2023).
Si vous disposez d'ouvrages ou d'articles de référence ou si vous connaissez des sites web de qualité traitant du thème abordé ici, merci de compléter l'article en donnant les références utiles à sa vérifiabilité et en les liant à la section « Notes et références ».
Navigation
Édition précédente Édition suivante
La natation est l'une des seize disciplines sportives au programme des Jeux des îles de l'océan Indien 1998, la cinquième édition des Jeux des îles de l'océan Indien, qui se déroule à La Réunion en août 1998. Les épreuves se disputent à la piscine du Chaudron de Saint-Denis.